# 湯浅信用金庫
湯浅信用金庫（ゆあさしんようきんこ）は、かつて2008年1月まで存在し、和歌山県有田郡湯浅町に本店を置いていた信用金庫。統一金融機関コードは1677で、合併前時点の店舗数は6ヶ店だった。2008年1月15日をもってきのくに信用金庫に合併された（なお、きのくに信金には既に『湯浅支店』及び『吉備支店』が存在するため、旧湯浅信金の本店及び吉備支店については名称重複防止の観点から、それぞれ「湯浅中央支店」及び「吉備西支店」に改称されている）。

## 沿革
- 1922年7月 - 湯浅信用組合として設立。
- 1953年4月 - 信用金庫法に基づき、湯浅信用金庫となる。
- 2008年1月15日 - きのくに信用金庫に合併され、解散（旧湯浅信金本店は「きのくに信金湯浅中央支店」に、旧湯浅信金吉備支店は「きのくに信金吉備西支店」に、それぞれ改称）。